# John Wood
John Wood (n. 5 iulie 1930, Derbyshire, Anglia, Regatul Unit – d. 6 august 2011, Gloucestershire, Anglia, Regatul Unit) a fost un actor din Regatul Unit al Marii Britanii și al Irlandei de Nord. A primit Commander of the Order of the British Empire.

## Filmografie

### Filme
- Two-Way Stretch (1960) (nem.) .... ofițer
- The Challenge (1960) .... School Inspector
- Invasion Quartet (1961) .... Duty Officer - War Office
- Wings of Death (1961) .... Photographer
- The Rebel (1961) .... Poet
- Live Now, Pay Later (1962) .... Curate
- Postman's Knock (1962) (ca John Woods) .... P.C. Woods
- Just for Fun (1963) .... Official
- That Kind of Girl (1963) .... Doctor
- The Mouse on the Moon (1963) .... Countryman
- Love Is a Ball (1963) .... Julian Soames
- Lady L (1965) .... (uncredited) Photographer
- Just like a Woman (1967) .... John Martin
- Which Way to the Front? (1970) .... Finkel
- One More Time (1970/I) .... Figg
- The Engagement (1970) .... Penciller
- Nicholas and Alexandra (1971) .... Colonel Kobylinsky
- Slaughterhouse-Five (1972) (ca Tom Wood) .... ofițer englez
- Somebody Killed Her Husband (1978) .... Ernest Van Santen
- Agentti 000 ja kuoleman kurvit (1983) .... Agent 009
- WarGames (1983) .... Dr. Stephen Falken
- Ladyhawke (1985) .... Bishop of Aquila
- The Purple Rose of Cairo (1985) .... Jason
- Jumpin' Jack Flash (1986) .... Jeremy Talbott
- Heartburn (1986) .... British Moderator
- Lady Jane (1986) .... John Dudley, Duke of Northumberland
- Orlando (1992) .... Archduke Harry
- Shadowlands (1993) .... Christopher Riley
- The Young Americans (1993) .... Richard Donnelly
- The Madness of King George (1994) .... Thurlow
- Uncovered (1994) .... Cesar
- Richard III (1995) .... King Edward IV
- Sabrina (1995) .... Tom Fairchild
- Jane Eyre (1996) .... Mr. Brocklehurst
- The Gambler (1997) .... The General
- Metroland (1997) .... The Retired Commuter
- The Avengers (1998) .... Trubshaw
- Sweet Revenge (1998) .... Col. Marcus
- Mad Cows (1999) .... Alistair
- The Venice Project (1999) .... The Viscount
- An Ideal Husband (1999) .... Lord Caversham
- Chocolat (2000) .... Guillaume Blerot
- The Little Vampire (2000) .... Lord McAshton
- The Body (2001) .... Cardinal Pesci
- Imagining Argentina (2003) .... Amos Sternberg
- The Rocket Post (2004) .... Sir Wilson Ramsay
- The White Countess (2005) .... Prince Peter Belinsky

### Televiziune
- Barnaby Rudge (1960) .... Barnaby Rudge
- Saki (1962) .... Mr. Blenkinthrope
- And Benbow Was His Name (1964)  .... Captain Kirby
- Espionage (1964) .... Douglas
- A Tale of Two Cities (1965) .... Sydney Carton
- Out of the Unknown (1966) .... Brenner
- Hondo (1967) .... Goya
- Armchair Theatre (1967) .... Brian
- The Avengers (1967) .... Edgar Twitter
- Doomwatch (1971) .... Nigel Waring
- Thatcher: The Final Days (1991) .... Michael Heseltine
- The Young Indiana Jones Chronicles (1993) .... Charles Leadbeater
- Citizen X (1995) .... Prosecutor Gorbunov
- Kavanagh QC (1997) .... Mr. Justice Way
- Longitude (2000) .... Sir Edmond Halley
- The Canterbury Tales (2000) .... The Knight
- Love in a Cold Climate (2001) ..... Lord Merlin
- Victoria and Albert (2001) .... The Duke of Wellington
- Napoleon (2002) .... Pope Pius VII
- Foyle's War (2004) .... Sir Michael Waterford
- Lewis (2007) .... Edward Le Plassiter